# Mio Otani
Mio Otani (大谷 未央, 5 de maig de 1979) és una exfutbolista japonesa.

## Selecció del Japó
Va debutar amb la selecció del Japó el 2000. Va disputar 73 partits amb la selecció del Japó. Ha disputat Copa del Món de 2003, 2007 i Jocs Olímpics d'estiu de 2004.

## Estadístiques
| Selecció del Japó | Selecció del Japó | Selecció del Japó |
| Anys              | Partits           | Gols              |
| ----------------- | ----------------- | ----------------- |
| 2000              | 5                 | 0                 |
| 2001              | 11                | 9                 |
| 2002              | 10                | 2                 |
| 2003              | 14                | 13                |
| 2004              | 10                | 7                 |
| 2005              | 7                 | 0                 |
| 2006              | 9                 | 0                 |
| 2007              | 7                 | 0                 |
| Total             | 73                | 31                |